# Alekséi Miller
Alekséi Borísovich Miller (en ruso: Алексе́й Бори́сович Ми́ллер; Leningrado, Unión Soviética, 31 de enero de 1962) es un empresario y político ruso, vicepresidente del Consejo de Administración y presidente del Comité de Dirección (CEO) de la empresa energética rusa Gazprom, la empresa más grande de Rusia y el mayor proveedor público de energía del mundo.

## Biografía

### Infancia y estudios
Alekséi Miller nació el 31 de enero de 1962 en Leningrado (actualmente San Petersburgo) en el seno de una familia ruso-alemana asimilada. Luego estudió y se graduó en el Instituto de Finanzas y Economía de Leningrado (actual Universidad Estatal de Economía y Finanzas de San Petersburgo), donde obtuvo un doctorado en economía.

### Carrera
Su primer trabajo fue como ingeniero-economista en la división de planificación general del instituto de investigación de construcción civil de Leningrado «LenNIIProekt».
En 1990, se convirtió brevemente en investigador júnior en el Instituto de Finanzas y Economía de Leningrado y también en jefe de sección del Comité de Reforma Económica en el Comité Ejecutivo del Ayuntamiento de Leningrado. De 1991 a 1996, trabajó en el Comité de Relaciones Exteriores de la Oficina del Alcalde de San Petersburgo bajo Vladímir Putin. Durante este tiempo, fue jefe de la división de seguimiento de mercados en la Dirección de Relaciones Económicas Exteriores y también vicepresidente del Comité de Relaciones Exteriores.
De 1996 a 1999 fue director de Desarrollo e Inversiones del Puerto de San Petersburgo. De 1999 a 2000, se desempeñó como director general del Baltic Pipeline System. En 2000, fue nombrado Viceministro de Energía de la Federación de Rusia y desde 2001 se ha desempeñado como Presidente del Comité de Dirección de Gazprom. Desde 2002, también ha sido vicepresidente de la junta directiva de Gazprom. En el momento de su nombramiento se consideró una buena noticia el fin de una época en la que este enorme conglomerado había sido administrado como un feudo personal, con alto grado de arbitrariedad y nepotismo y entre sospechas de corrupción generalizada.

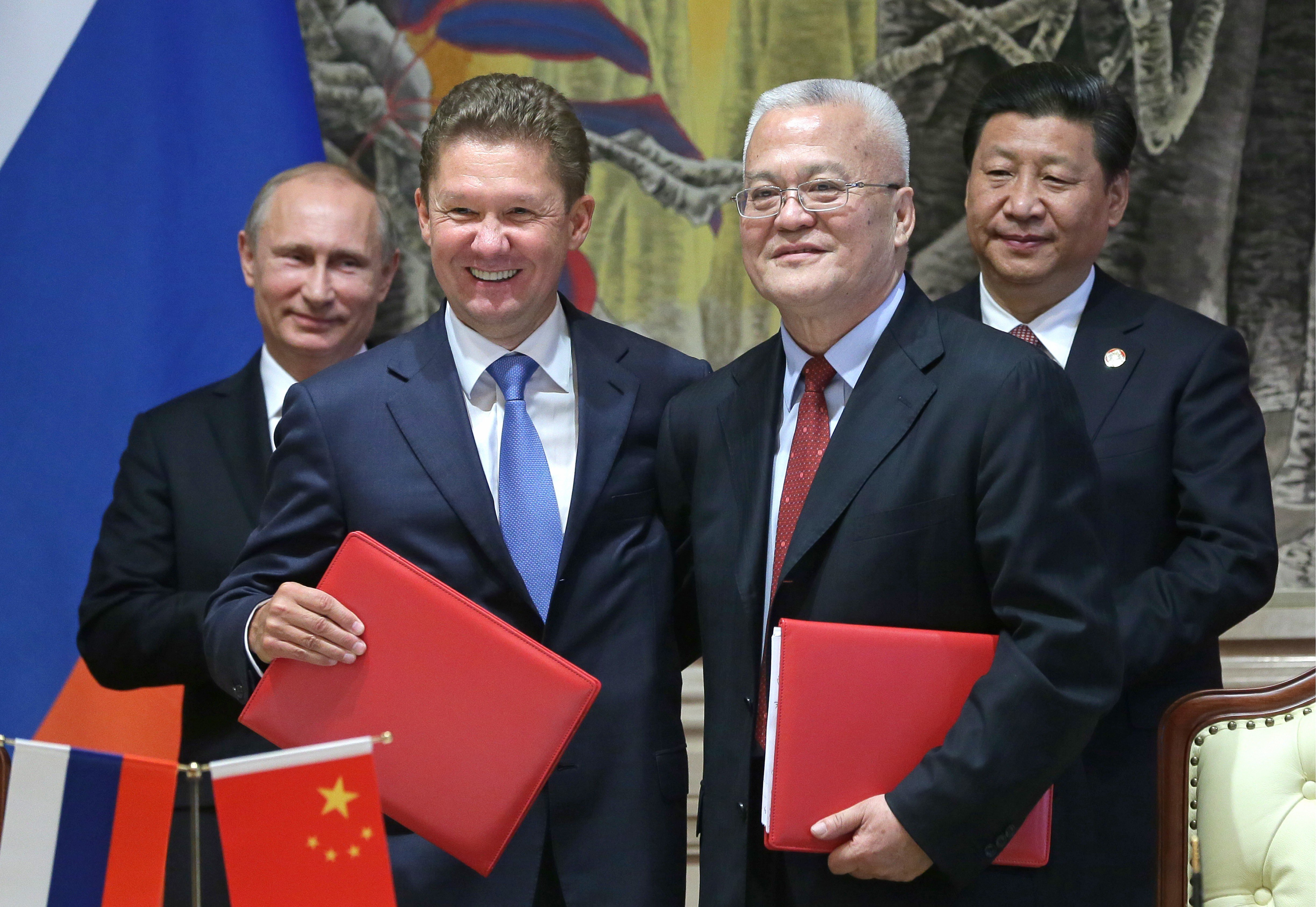
Alexéi Miller y el director de la China National Petroleum Corporation, Zhou Jiping, firmaron un acuerdo de gas de 400 mil millones de dólares para el suministro de gas natural a través de la Ruta del Este entre Gazprom y CNPC, 21 de mayo de 2014

Miller reemplazó así a Rem Vjachirev de su cargo e inició una reestructuración restrictiva del grupo. A partir de la empresa de energía estatal, Miller desarrolló una multiempresa multifacética que, como el mayor proveedor de energía del mundo, representa un instrumento eficaz de la política exterior rusa de orientación mundial. En los primeros cinco años desde la entrada de Miller, el valor bursátil de Gazprom aumentó de 9800 millones de dólares a 300 000 millones y en 2006 fue la tercera empresa más valiosa del mundo después de General Electric y ExxonMobil. Después de las crisis financieras y económicas mundiales, el valor bursátil de Gazprom a partir de marzo de 2021 es de $69 mil millones. Según el periodista Jens Hartmann del diario Die Welt, el conglomerado Gazprom bajo el liderazgo de Miller controla gran parte de la economía rusa.
En 2016, fue reelegido como presidente ejecutivo de Gazprom para un nuevo período de cinco años, con el voto unánime de todos los miembros del Consejo de Administración de la empresa. Debido a su posición y lealtad a Putin, Miller es considerado una de las personas más poderosas de Rusia. La revista Forbes lo incluyó entre las personas más poderosas del mundo por primera vez en 2013. En febrero de 2021, la presidencia de Miller en Gazprom se extendió por otros cinco años hasta 2026.
En abril de 2018, Estados Unidos colocó a Miller en la lista de Nacionales Especialmente Designados (SDN, por sus siglas en inglés) junto con otros 23 ciudadanos rusos. La sanción prohíbe a las personas y entidades estadounidenses tener tratos con él. Tras la invasión rusa de Ucrania en 2022, Miller fue sancionado por el gobierno británico, lo que implicó congelar sus activos y prohibirle viajar al país.
El 15 de junio de 2022, en el marco del 25.º Foro Económico Internacional de San Petersburgo Miller anunció una reducción gradual y sustancial del suministro de gas a Europaː «Sí, el bombeo de gas a Europa ha disminuido en dos dígitos porcentuales, pero los precios no solo han seguido igual, se han multiplicado. Si digo que no estamos enfadados, no mentiría». En los días posteriores Gazprom redujó el volumen de gas que llega a Italia en un 15 % —Aunque Italia sitúa esta reducción en un 50 %— y a Alemania inicialmente en un 40 % a través del Nord Stream y, al día siguiente, otra adicional del 33 %, en este último caso Gazprom adujo razones técnicas para justificar esta reducción. Otros países también afectados por este corte parcial en el suministro son Austria, Eslovaquia (países donde el suministro se ha reducido en un 50 %) y Francia que debido a la reducción del gas que llega a Alemania no recibe suministro alguno desde este último país.
Recientemente el gigante gasístico ruso cortó el gas a Países Bajos, Polonia, Bulgaria y Finlandia, además de a las compañías Ørsted, principal grupo energético de Dinamarca, y a Shell Energy Europe, que suministra gas a Alemania, por negarse a pagar en rublos.

## Condecoraciones y honores

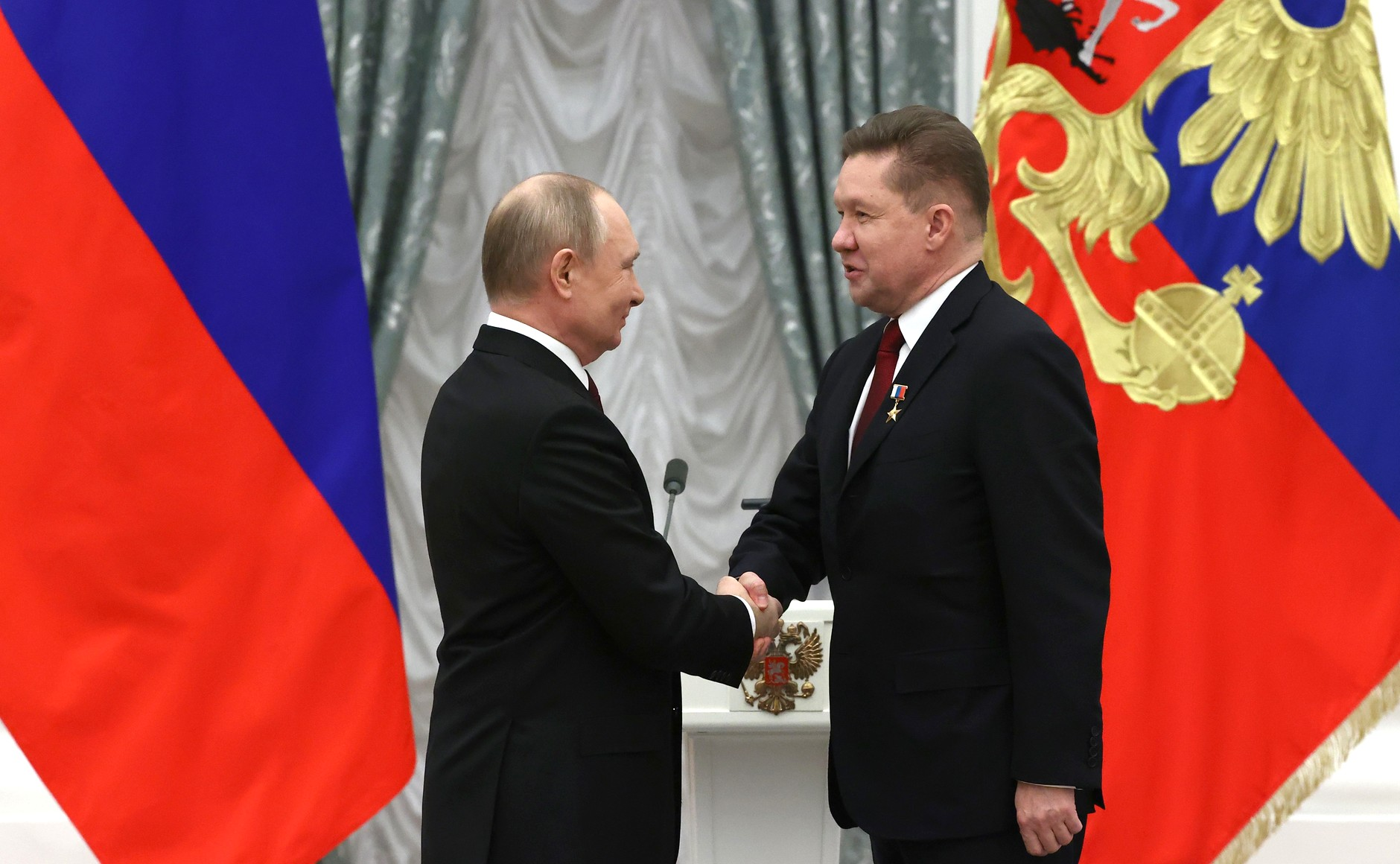
Alekséi Miller recibe el título de Héroe del Trabajo de la Federación de Rusia de manos de Putin

En diciembre de 2005, fue nombrada Persona del Año por la revista Expert, el influyente semanario empresarial ruso. Compartió el título en 2005 con Dmitri Medvédev, en ese momento presidente de la junta directiva de Gazprom.
Así mismo ha recibido las siguientes condecoracionesː
- Orden al Mérito por la Patria de 1.er grado (2017)
- Orden al Mérito por la Patria de 4.º grado (2006)
- Orden al Mérito por la Patria de 2.do grado
- Héroe del Trabajo de la Federación de Rusia (2022).[25]
- Orden al Mérito de Hungría de 2.do grado, por los servicios en el sector de la cooperación energética
- Orden de San Mesrop Mashtots (Armenia);
- Orden de la Amistad de 2.do grado (República de Kazajistán);
- Order de Honor (República de Osetia del Sur);
- Orden al Mérito de la República Italiana;
- Orden de Sergio de Rádonezh de la Iglesia Ortodoxa Rusa de 2.do grado
- Certificado al Mérito Patriarcal.[26]